# V kraljestvu Zlatoroga (film)
V kraljestvu Zlatoroga je prvi slovenski celovečerni film iz leta 1931 v režiji Janka Ravnika, a ga uvrščamo tudi med igrano-dokumentarne filme. Gre za nemi 35 mm film produkcijske hiše Turistovski klub Skala Ljubljana, posnet v črnobeli tehniki. Kot prvi pravi celovečerni zvočno igrani film na Slovenskem pa velja Na svoji zemlji (1948) režiserja Franceta Štiglica.

## Vsebina
Ljubljanski študent, jeseniški železničar in kmet se odločijo za pot v “kraljestvo Zlatoroga”. Na poti srečujejo gozdarje, gozdne čuvaje in kosce. Prvo noč prespijo v šotoru, drugo pa v planšarski koči pri lepi pastirici. Tretji dan se povzpnejo na Triglav in sestopijo v Bohinj. Na Bledu se razidejo.

## Sodelujoči

### Igralci
- Joža Čop (Roban)
- Miha Potočnik (Klemen)
- Franica Sodja (Liza)
- Herbert Drofenik  (Študent)

### Produkcija
- Janko Ravnik - režiser, producent, direktor fotografije, montažer, snemalec
- Juš Kozak - scenarist

## Tehnični podatki
- barva - črno-bela
- brez zvoka - (nemi film)
- razmerje slike - 1.37:1 (11:8)
- Produkcijska hiša: Turistovski klub Skala, Ljubljana
- dolžina ohranjenega filmskega traku: 2100 m; ohranjeni sta približno dve tretjini filma

## Prizorišča snemanja
Ljubljana, Jesenice, Mojstrana, Vrata, Julijske Alpe, ...
5. junija 2005 je bil film predvajan v Gallusovi dvorani Cankarjevega doma, ob glasbeni spremljavi Andreja Goričarja v izvedbi Simfoničnega orkestra RTV Slovenija pod taktirko Helmuta Imiga.